# Silvia Trippolt-Maderbacher
Silvia Trippolt-Maderbacher (* 23. November 1977) ist eine österreichische Autorin, Journalistin und Gastronomin. Sie lebt mit ihrer Familie im Kärntner Lavanttal und betreibt dort das Hauben-Restaurant „Trippolt zum Bären“. Sie ist mit dem Koch Josef Trippolt verheiratet.

## Leben und Arbeit
Nach ihrem Studium der Germanistik (Schwerpunkt Literaturwissenschaft) und Medienwissenschaften an der Karl-Franzens-Universität Graz sowie einem Auslandsstudium in Moskau am Internationalen Puschkin-Institut sowie einem Abschluss an der Österreichischen Medienakademie begann Trippolt-Maderbacher 1998 ihre journalistische Laufbahn. Sie arbeitete unter anderem für die Wochenzeitung „Der neue Grazer“ sowie als Pressesprecherin des Frauengesundheitszentrums in Graz-Leibnitz. Sie wechselte zur Tageszeitung Kleine Zeitung. Nach wie vor schreibt Trippold-Maderbacher für das „Alpe-Adria-Magazin“. 2009 gründete sie die Textagentur „Gedanken-Werkstatt. Agentur für starke Worte.“. Seit 2019 ist sie zudem Chefredakteurin des „Alpe-Adria-Guides“, einem kulinarischen Reiseführer für die Region zwischen den Alpen und der Adria.

## Kulinarische und literarische Tätigkeit
Seit den 2000er Jahren widmet sich Trippolt-Maderbacher dem Schreiben über Genuss, Kulinarik und Reisen. Sie ist Autorin mehrerer Bestseller im Styria Verlag, darunter „Genießen in Istrien“. Der Kulinarikguide für die Halbinsel Istrien stand von Mai bis Oktober durchgehend auf der Bestsellerliste und war im Jahr 2016 auf der Bestenliste Österreichs auf Platz 3.

## Sonstiges
Neben ihrer schriftstellerischen Tätigkeit engagiert sich Trippolt-Maderbacher in der Regionalentwicklung. Gemeinsam mit anderen Unternehmerinnen initiierte sie das „Bad St. Leonharder Sommerdirndl“, ein Trachtenprojekt, das die Tradition und das Handwerk der Region bewahren soll. Außerdem betreibt sie während der Adventszeit den „Kleinen Weihnachtsladen“ im Kärntner Bad St. Leonhard im Lavanttal. Zudem ist sie Gründerin des Getränke-Start-ups Bärmut.